# Dąbie Chrobakowe
Dąbie Chrobakowe (do 31 grudnia 2016 Chrobakowe) – wieś w Polsce położona w województwie śląskim, w powiecie będzińskim, w gminie Psary.
W latach 1975–1998 miejscowość administracyjnie należała do województwa katowickiego.